# Micronic 64 – Z80
Micronic 64 – Z80 ime je za Apple II i CP/M kompatibilno računalo koje je prodavala hrvatska tvrtka Micronic od 1984. godine.

## Tehnička svojstva
- Mikropreradnik: MOS 6502 i Zilog Z80
- RAM: 64KB
- ROM: 96KB
- Operacijski sistemi: Apple DOS3.3, CP/M
- Tekst: 40 kolona, ili 80 kolona s dodatnom karticom
- Grafika: 280 x 192 (6 boja) ili 280x160 (16 boja)
- Ulazno/Izlazne jedinice: zasebne kartice za serijski ili paralelni međusklop
- Vanjske jedinice: međusklop za kasetofon, disketna jedinica 5 1/4" (160KB)
- Napajanje: 110/240V